# Nectarínia-vermelhaça
Beija-flor-de-temminck ou nectarínia-vermelhaça (Aethopyga temminckii) é uma espécie de pássaro. É encontrado em até 1800 m de altitude em Bornéu, Sumatra, Malásia e sudoeste da Tailândia em florestas tropicais úmidas de montanha.
O nome comum desta ave e o binômio latino comemoram o aristocrata e zoólogo holandês Coenraad Jacob Temminck.

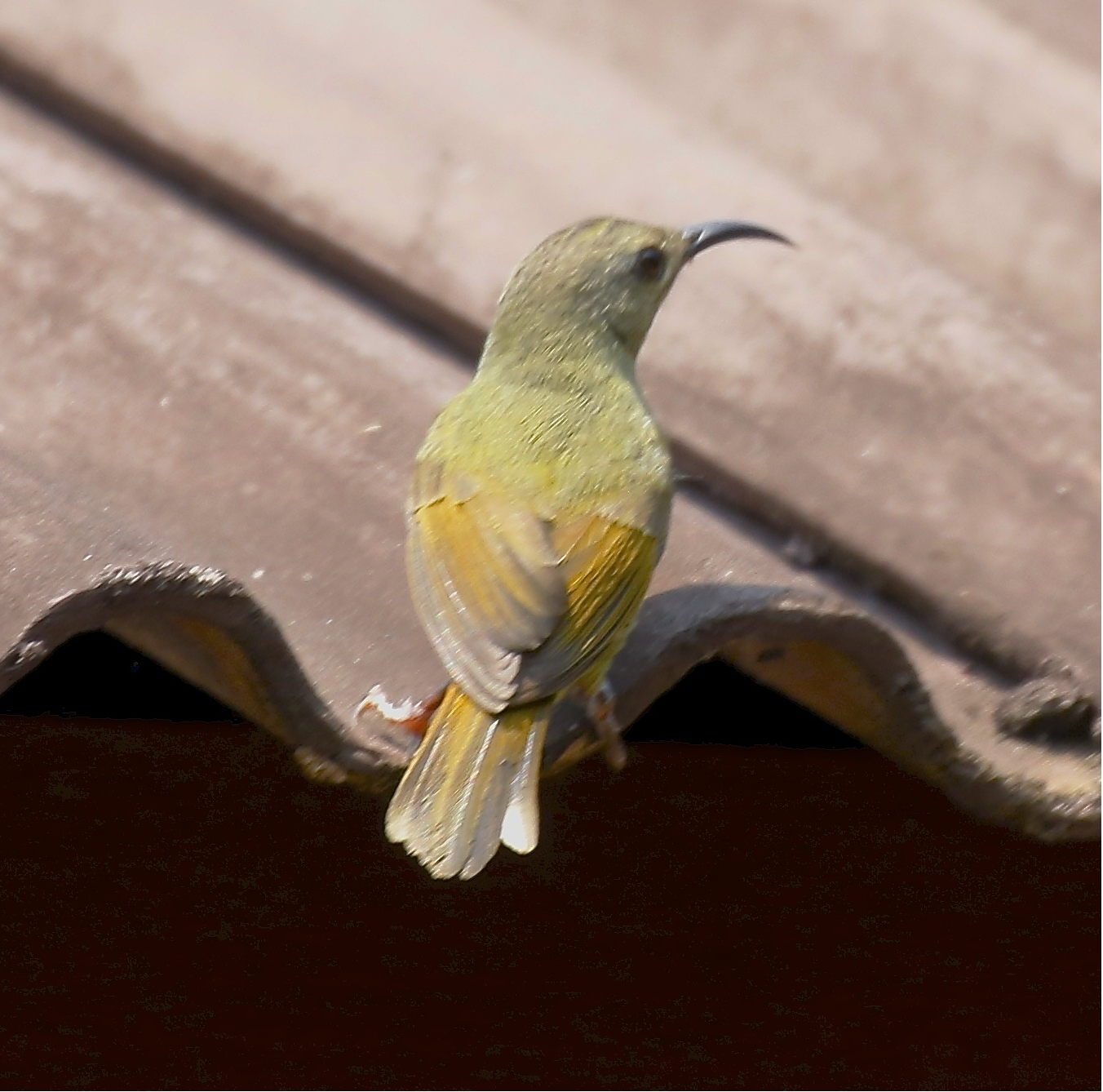
Fêmea, Montanha Doi Ang Khang, Tailândia

Foi considerado coespecífico com o pássaro-sol de Java, Aethopyga mystacalis.
O pássaro-sol do Temminck tem 10 cm (fêmea) -12,5 cm (masculino) de comprimento. O macho de cauda mais longa é principalmente escarlate, exceto por uma barriga acinzentada, faixas amarelas e roxas entre as costas e a cauda, e quatro faixas roxas na cabeça que emanam do bico. A fêmea é verde-oliva, exceto por franjas ruivas nas penas da asa e da cauda.